# Italienische Kolonien

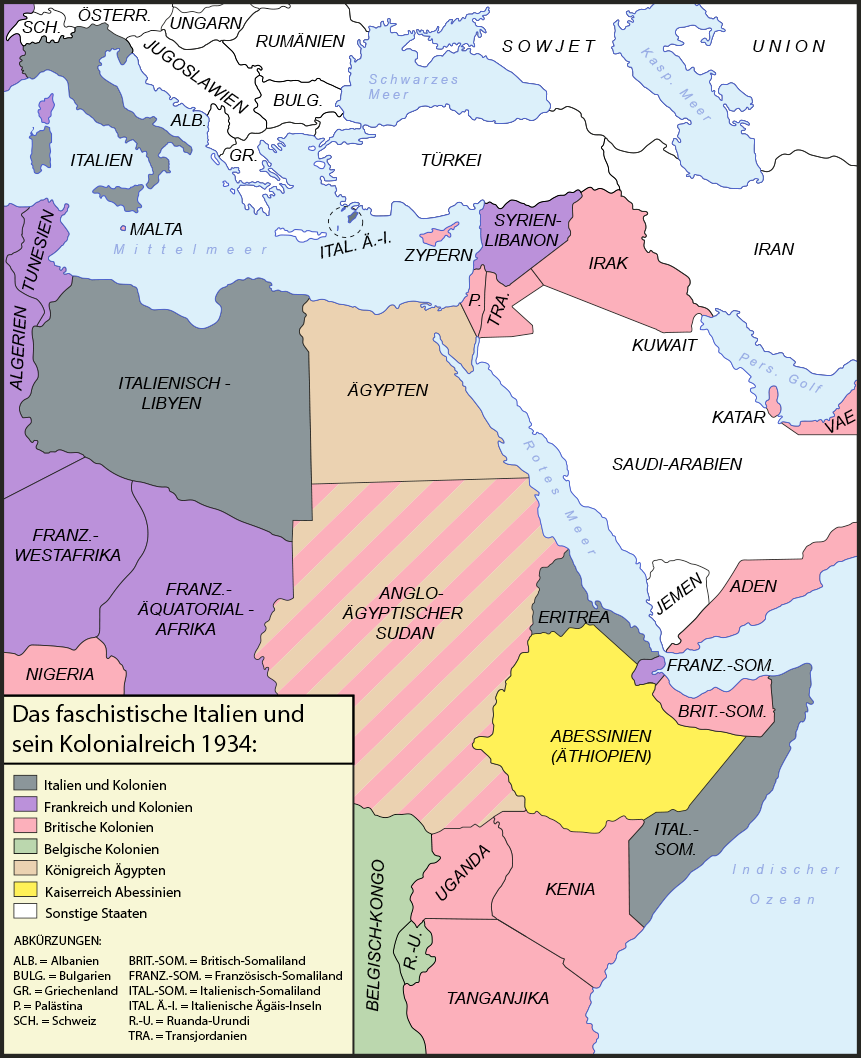
Das faschistische Italien mit seinen afrikanischen Kolonien (1934)

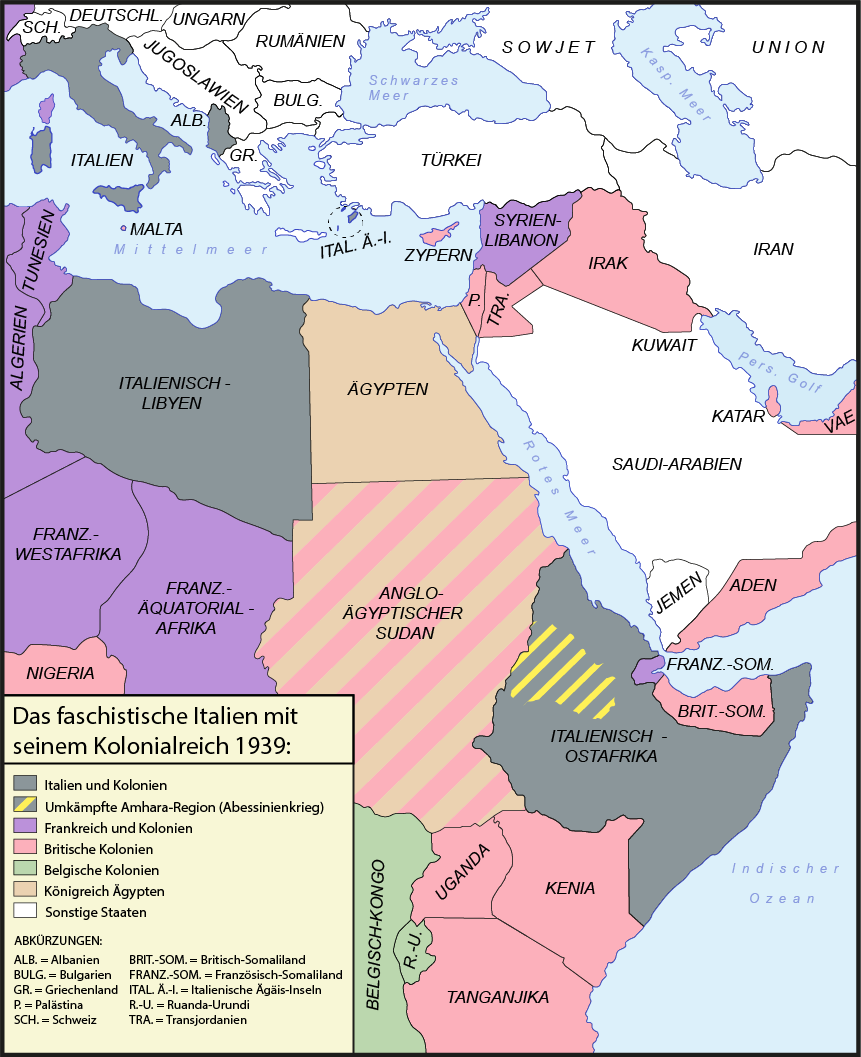
Das faschistische Italien mit seinem Kolonialreich in Europa und Afrika (1939)

Die Italienischen Kolonien wurden vom Königreich Italien nach dessen Einigung im Risorgimento im späten 19. und im ersten Drittel des 20. Jahrhunderts erworben. Den durch die Industrialisierung erhöhten Bedarf an Rohstoffen und einem Auswanderungsdruck versuchten die damaligen italienischen Regierungen in Richtung eigener Kolonien zu kanalisieren, erlitten dabei aber immer wieder Rückschläge. Italien orientierte sich dabei vor allem in Richtung Nordafrika und Ostafrika. Nach dem Ersten Weltkrieg fielen Italien kleinere Gebiete im Mittelmeerraum zu, die teilweise von alteingesessenen italienischen Minderheiten bewohnt waren (Italia irredenta). Diese wurden direkt in das Mutterland eingegliedert und hatten nicht den Status von Kolonien, doch die überwiegend nichtitalienische Bevölkerung dieser Gebiete unterlag einer intensiven Italianisierungspolitik.

## In Europa

### Vor der Vereinigung
Schon im Mittelalter hatten die italienischen Seerepubliken Venedig (ab 1206) und Genua (ab 1261) im Ergebnis des Vierten Kreuzzuges Kolonien in der Ägäis und im Schwarzen Meer erworben. In der Adria ergriff Venedig Besitz von Dalmatien. Während die übrigen Besitzungen Genuas und Venedigs schon bis 1475 wieder verloren gingen (Modon bis 1500 und nochmals 1699 bis 1718 venezianisch), blieb Dalmatien bis 1797 venezianisch und war 1805 bis 1809 dem von Napoléon Bonaparte im Norden der Halbinsel geschaffenen Königreich Italien eingegliedert worden. Nach der Einigung Italiens (1861/1870) erhobene Irredenta-Ansprüche wurden damit begründet.

### Protektorate
Den Status italienischer Protektorate hatten:
- Albanien (bereits 1917 bis 1920 und wieder 1939 bis 1943);
- Montenegro (1941 bis 1943).
- Italienische Konzession von Tientsin (1901 bis 1943/1947)

### Besetzte Gebiete
Italien besetzte während des Zweiten Weltkrieges:
- den Kosovo, Teile Mazedoniens und den Großteil Griechenlands (1941 bis 1943);
- Teile Südfrankreichs (1940–1943) und Korsika (1942 bis 1943).

## In Afrika
- Italienisch-Libyen (1934–1943/47)
  - Italienisch-Tripolitanien (1911–1934)
  - Italienisch-Cyrenaika (1911–1934)
  - Aouzou-Streifen (1935–1943)
- Italienisch-Ostafrika (1935–1941)
  - Italienisch-Eritrea (1889/90–1941)
    - Italienisch-Assab (1882–1889)
    - Italienisch-Massaua (1885–1889)
    - Kassala (1894–1897 und 1940–1941 besetzt)

  - Italienisch-Somaliland (1888–1941/1947, als UNO-Treuhandgebiet erneut 1950–1960)
    - Oltre Giuba (1924–1926, danach Teil Italienisch-Somalilands)

  - Äthiopien (1935–1941)
  - Britisch-Somaliland (1940–1941 besetzt)
- Französisch-Tunesien (1942–1943 besetzt)

Von 1928 bis 1940 und nochmals von 1948 bis 1956 zählte Italien außerdem zu jenen acht bzw. neun Vertragsstaaten, die eine gemeinsame Verwaltung über die Internationale Zone von Tanger (Nordmarokko) ausübten.

## Erwerb der Kolonien

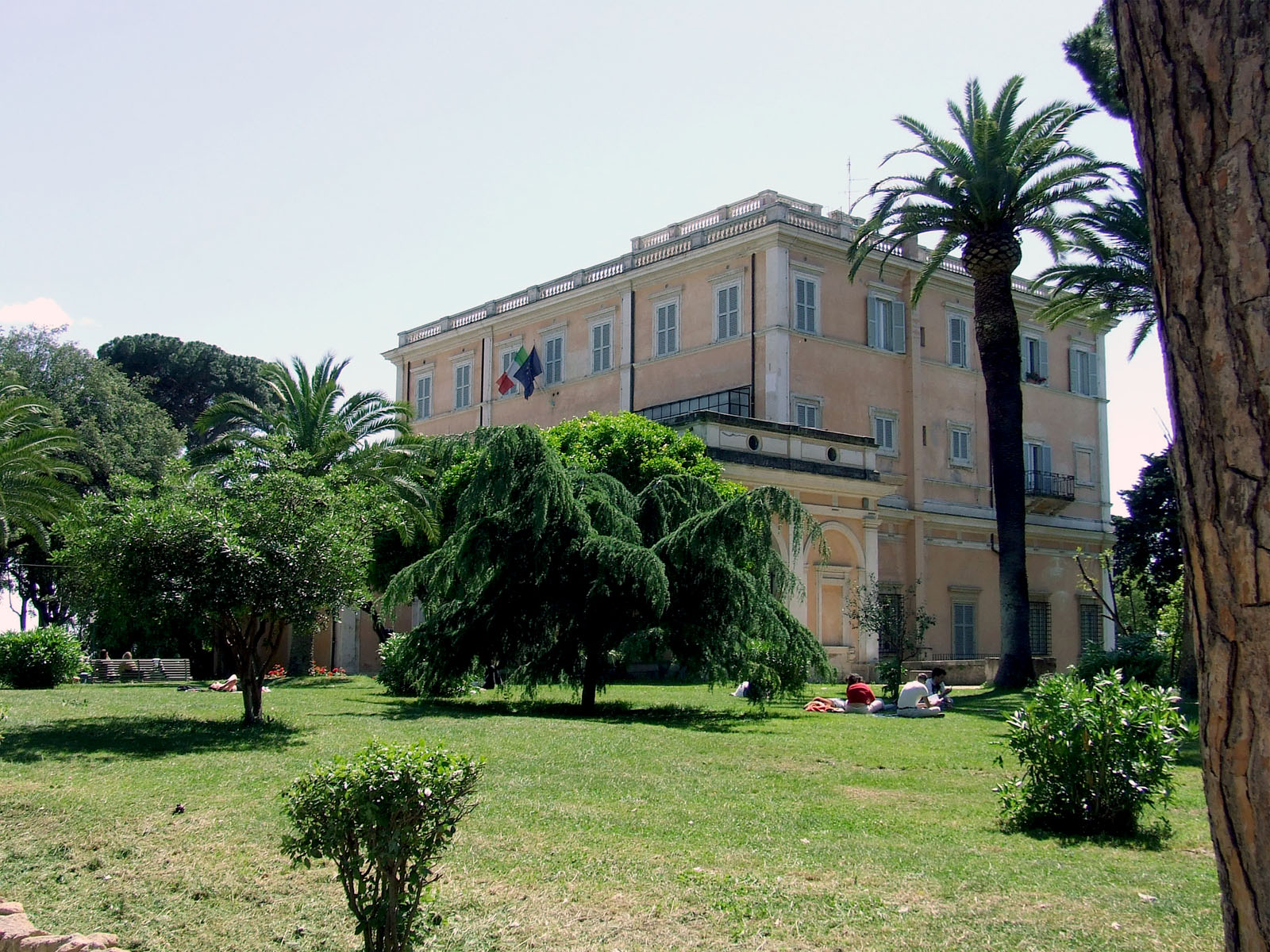
Nach der Angliederung Roms (1870) zog die Società Geografica Italiana dorthin

Wie das Deutsche Reich hatte auch Italien sehr spät, erst in der zweiten Hälfte des 19. Jahrhunderts, zu einer tragfähigen gesamtstaatlichen Ordnung gefunden. Nach der italienischen Einigung (1861) bzw. dem Nichterreichen der Irredenta-Ziele (vor allem Trient, aber auch Istrien mit Triest) im Preußisch-Österreichischen Krieg (1866) begannen italienische Unternehmer Forschungsreisen in Afrika zu finanzieren, die neben der geographischen vor allem auch die kommerzielle Erschließung zum Zwecke hatten und durch den Handel eine spätere koloniale Durchdringung fördern sollten. 1867 war in Florenz die Società Geografica Italiana (dt. Italienische Geographische Gesellschaft) gegründet worden, später ebenda auch die Gesellschaft für geographische und koloniale Studien sowie die Afrikanische Gesellschaft in Neapel und die Gesellschaft für geographische und kommerzielle Forschung in Mailand.
Am 15. November 1869 unterzeichnete Giuseppe Sapeto im Auftrag der genuesischen Handelsgesellschaft Rubattino mit den Sultanen von Assab den Konzessionsvertrag über den Hafen Assab am Südende des Roten Meeres. Zwei Tage danach wurde der Suezkanal feierlich eröffnet. Von der Konzession versprach man sich gute Geschäfte an dieser neuen wichtigen Handelsroute. Allerdings gelang es nicht, sich gegenüber der britischen Handelsdominanz durchzusetzen und die erhofften Gewinne blieben aus.
Darüber hinaus hatten italienische Politiker 1862 und 1869 erfolglos mit Portugal, 1865 mit Dänemark und 1868 mit den Niederlanden über den Kauf einiger Inseln im Atlantischen und Indischen Ozean verhandelt. Italien lag es damals allerdings fern ein Kolonialreich aufzubauen, dazu war das in den 1860er Jahren  noch im Entstehen begriffene Königreich in vielerlei Hinsicht zu schwach. Vielmehr sollten diese Erwerbungen als Strafkolonien für Kriminelle und Oppositionelle dienen.
Nachdem Italien auch auf dem Berliner Kongress (1878) weder Trient noch eine Kompensation in Albanien hatte erwerben können, wurde ab 1878 die Forderung nach Kolonien auch öffentlich erhoben. Der mit der Einigung einsetzende Aufschwung im industriellen Sektor führte in Italien, ebenso wie im Deutschen Kaiserreich, zu einem enorm erhöhten Bedarf an Rohstoffen, der durch die Ausbeutung von Kolonien befriedigt werden sollte. Gleichzeitig gab es einen großen Auswanderungsdruck, ca. 14 Millionen Italiener verließen ihre Heimat und suchten zwischen 1876 und 1915 ihr Glück in Nord- und Südamerika.
Bereits 1882 hatte Großbritannien Italien eingeladen, sich an der Besetzung Ägyptens zu beteiligen – anstelle Frankreichs, dessen Einfluss auf die ägyptischen Angelegenheiten Großbritannien mit der Besetzung auszuschalten gedachte. Italien sollte dem britischen Angebot zufolge jene entfernten ägyptischen Besitzungen am südlichen Ufer des Roten Meeres okkupieren, die Ägypten wegen des sudanesischen Mahdi-Aufstands (1881–1899) räumen wollte (z. B. Massaua), doch Finanzminister Agostino Magliani hatte zunächst abgelehnt. Frankreich wiederum hatte Italien 1884 und 1888 als Kompromiss vorgeschlagen, sich statt des zwischen beiden Staaten umstrittenen Tunesiens doch Tripolitaniens zu bemächtigen. Im 1887 erneuerten Dreibundvertrag stimmten auch das Deutsche Kaiserreich und Österreich-Ungarn der Möglichkeit einer italienischen Besetzung Tripolitaniens zu, und mit dem Verzicht seiner Ansprüche auf Somaliland machte Deutschland 1888 auch dort den Weg für Italien frei.

### Italienisch-Ostafrika
Im Jahr 1882 übernahm Italien die von der Rubattino-Gesellschaft erworbene Hafenstadt Assab, doch erst 1885 folgte Italien einer erneuten britischen Einladung und annektierte Massaua. Erst zwei Jahre nach ihrer Niederlage gegen äthiopische Truppen besetzten italienische Truppen dann 1889 schließlich auch Keren und Asmara. Die 1890 daraus gebildete Kolonie Eritrea blieb zunächst auf das von diesen drei Städten gebildete Dreieck beschränkt. An der Somaliküste hatte Italien 1888 und 1889 zudem Protektoratsverträge mit den somalischen Majerteen-Sultanaten von Hobyo und Bargaal geschlossen. Zusammen mit den ab 1892 vom Sultanat Sansibar erworbenen somalischen Hafenstädten wurde daraus die Kolonie Italienisch-Somaliland. Die Unterwerfung auch Äthiopiens scheiterte 1896 zunächst mit der italienischen Niederlage bei Adua.
Nach einem erneuten Italienisch-Äthiopischen Krieg wurde 1936 aus den drei Kolonien Italienisch-Somaliland, Eritrea und dem besetzten Äthiopien ein neues Kolonialgebiet, das die Bezeichnung Italienisch-Ostafrika bekam. Der Kolonie Eritrea und Italienisch-Somaliland (einschließlich Oltre Giuba) wurden die vormals äthiopischen Regionen Tigray und Ogaden zugeschlagen.
Im Zweiten Weltkrieg wurde Italienisch-Ostafrika von britischen Truppen besetzt. Äthiopien wurde bereits 1941 wieder unabhängig. Eritrea wurde unter ein britisches UNO-Mandat gestellt und 1951 mit Äthiopien vereinigt. Italienisch-Somaliland jedoch wurde 1950 nochmals als UNO-Mandat unter italienische Verwaltung gestellt (bis 1960).

### Italienisch-Libyen

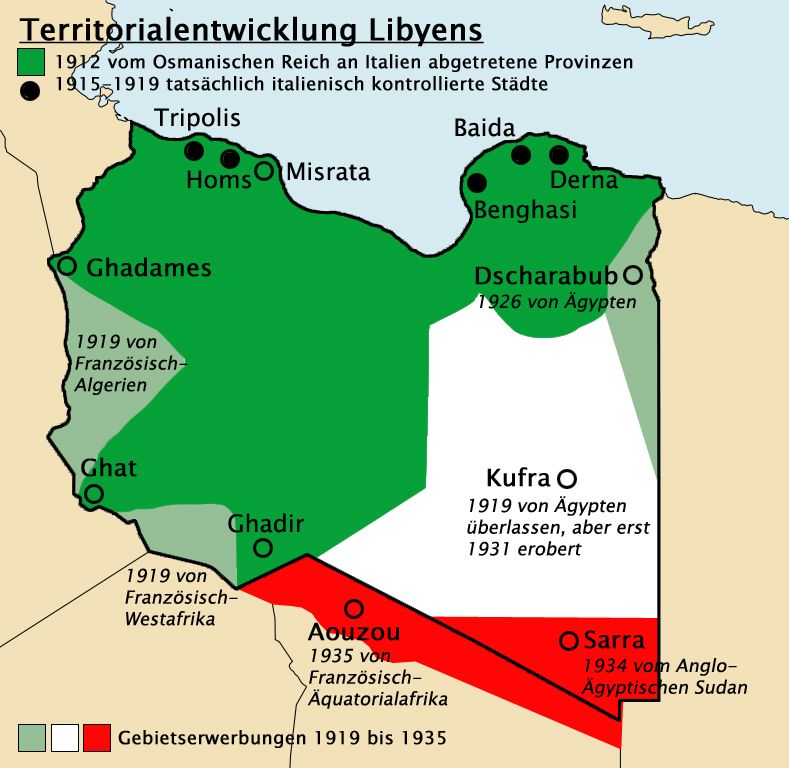
Gebietsentwicklung Libyens unter italienischer Kolonialherrschaft (1912–1943)

Die Länder Tripolitanien und Kyrenaika bildeten als Vilâyet Tripolitanien die letzte Provinz des Osmanischen Reichs auf afrikanischem Boden, die durch die britische Herrschaft über Ägypten vom Mutterland getrennt war. Das Osmanische Reich hatte im 19. Jahrhundert weitgehend an Macht und immer mehr an territorialen Besitzungen verloren. Wegen der Lage am Mittelmeer und der Nähe zu Italien kamen die afrikanischen Provinzen ins Visier des italienischen Kolonialbestrebens. Um von innenpolitischen Schwierigkeiten abzulenken, plante der damalige Premierminister Italiens Giovanni Giolitti im Sommer 1911 einen Feldzug in Nordafrika.
Als Kriegsgrund nannte Italien die schlechte Behandlung der italienischen Bürger in Tripolis. Am 27. September 1911 stellte Italien ein Ultimatum an das Osmanische Reich, indem die Provinzen bedingungslos an Italien übergeben werden sollten. Sultan Mehmed V. wies dies zurück, darauf antworteten die Italiener mit einer Kriegserklärung und es kam zum Italienisch-Türkischen Krieg.
Das zunächst siegreiche Italien unterschätzte seinen Gegner, der heftige Gegenwehr leistete. Die Italiener setzten daraufhin ihre überlegene Flotte ein und eroberten 1912 den Dodekanes. Die osmanischen Festungen in Beirut und auf den Dardanellen wurden unter Beschuss genommen und der antitürkische Aufstand in Asir wurde unterstützt.
Beim Friedensschluss am 18. Oktober 1912 in Lausanne musste das Osmanische Reich die Kyrenaika und Tripolitanien im Frieden von Ouchy an Italien abtreten. Als Entschädigung sollte Italien sich anschließend vom zuvor besetzten Dodekanes zurückziehen, woran sich Italien jedoch nicht hielt. Die Osmanen wiederum unterstützten vor allem im Ersten Weltkrieg den auch nach der Abtretung andauernden Widerstand der libyschen Senussi. Vor 1919 beherrschte Italien daher nur fünf Hafenstädte an der Küste, erst 1931 wurde mit einem Panzervorstoß auf Kufra auch das restliche Landesinnere erobert.
Im Jahr 1934 erklärte Italien seine libyschen Besitzungen zu einer Kolonie. Während des Zweiten Weltkriegs wurde Libyen 1943 von französischen und britischen Truppen besetzt. Bereits 1942 waren die italienischen Kolonisten in die Heimat evakuiert worden. Italien trat Libyen im Frieden von 1947 auch formal ab, die UNO übergab es Frankreich und Großbritannien als UNO-Treuhandgebiet (bis 1951). Der Bevin-Sforza-Plan, Libyen zu teilen und zumindest Tripolitanien als UNO-Mandat nochmals an Italien zurückzugeben, scheiterte am Widerstand der USA, der Sowjetunion und vor allem der Libyer selbst.

## Weitere Kolonialpläne

### Tunesien
Bereits 1881 war Italien mit Frankreich aneinandergeraten, als Frankreich Tunesien annektiert hatte, auf welches auch Italien Anspruch erhoben hatte. Große Mengen italienischen Kapitals waren bereits nach Tunis geflossen, die italienische Gesellschaft Rubattino hatte sich um die Konzession für die Eisenbahnlinie Tunis-Goletta bemüht. Italien schloss sich daraufhin mit dem deutsch-österreichischen Zweibund zum Dreibund zusammen und bekam neben Tunis auch Korsika, Nizza und Savoyen versprochen. Erst 1896 erkannte Italien das französische Protektorat über Tunesien an. Bis zu 93.000 italienische Siedler blieben selbst unter französischem Protektorat im Land. Noch bei Kriegsbeginn 1914 übertraf die Zahl der Italiener die der eingewanderten Franzosen.

### Sudan
Unmittelbar nach der Besetzung Massauas hatte der italienische Kriegsminister Cesare Ricotti-Magnani 1885 den Kommandanten vor Ort angewiesen, auch einen „Abstecher nach Khartum“ zu machen, um das sudanesische Mahdi-Reich zu unterwerfen. Doch erst 1893 konnte Italien einen kleinen Sieg über die Mahdisten erringen und nur die Stadt Agordat erobern, die Eritrea angeschlossen wurde. Zwar eroberten die Italiener 1894 auch noch Kassala, doch mussten sie es schon 1897 zugunsten englischer bzw. ägyptischer Ansprüche wieder räumen.

### Kreta

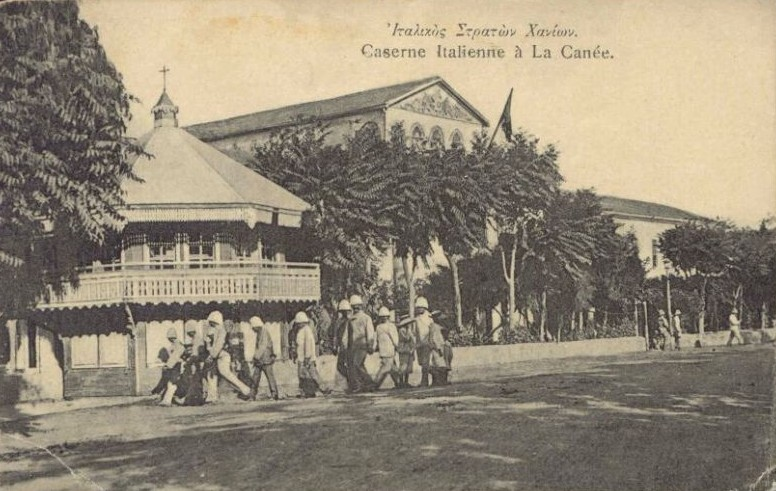
Italienische Kaserne und Truppen in Chania auf Kreta (1905)

Nach dem Türkisch-Griechischen Krieg erhielt Kreta 1898 weitgehende Autonomie unter nur noch formaler Zugehörigkeit zum Osmanischen Reich und unter dem Schutz eines multinationalen Protektorats Großbritanniens, Frankreichs, Russlands und Italiens. Jede der vier Mächte verwaltete zunächst eine der vier Präfekturen der Insel, Italien jene von Chania (die westlichste und somit Italien am nächsten liegende) und die gleichnamige Inselhauptstadt. Ab 1899 unterstand die Gendarmerie der gesamten Insel einem italienischen Kommissar. Die vier Schutzmächte bildeten ein Beratungsgremium, das seinen Sitz zunächst in Rom hatte, und dessen Zustimmung der mit der Regierung der Insel betraute (griechische) Oberkommissar (Hochkommissar) in bestimmten Fragen einholen musste. 1907 wurde der Sitz dieser Beratungskörperschaft nach Athen verlegt, 1908 wurde Kreta schließlich Griechenland angeschlossen und die Italiener ebenso wie die anderen Mächte zum Abzug gezwungen.

### China

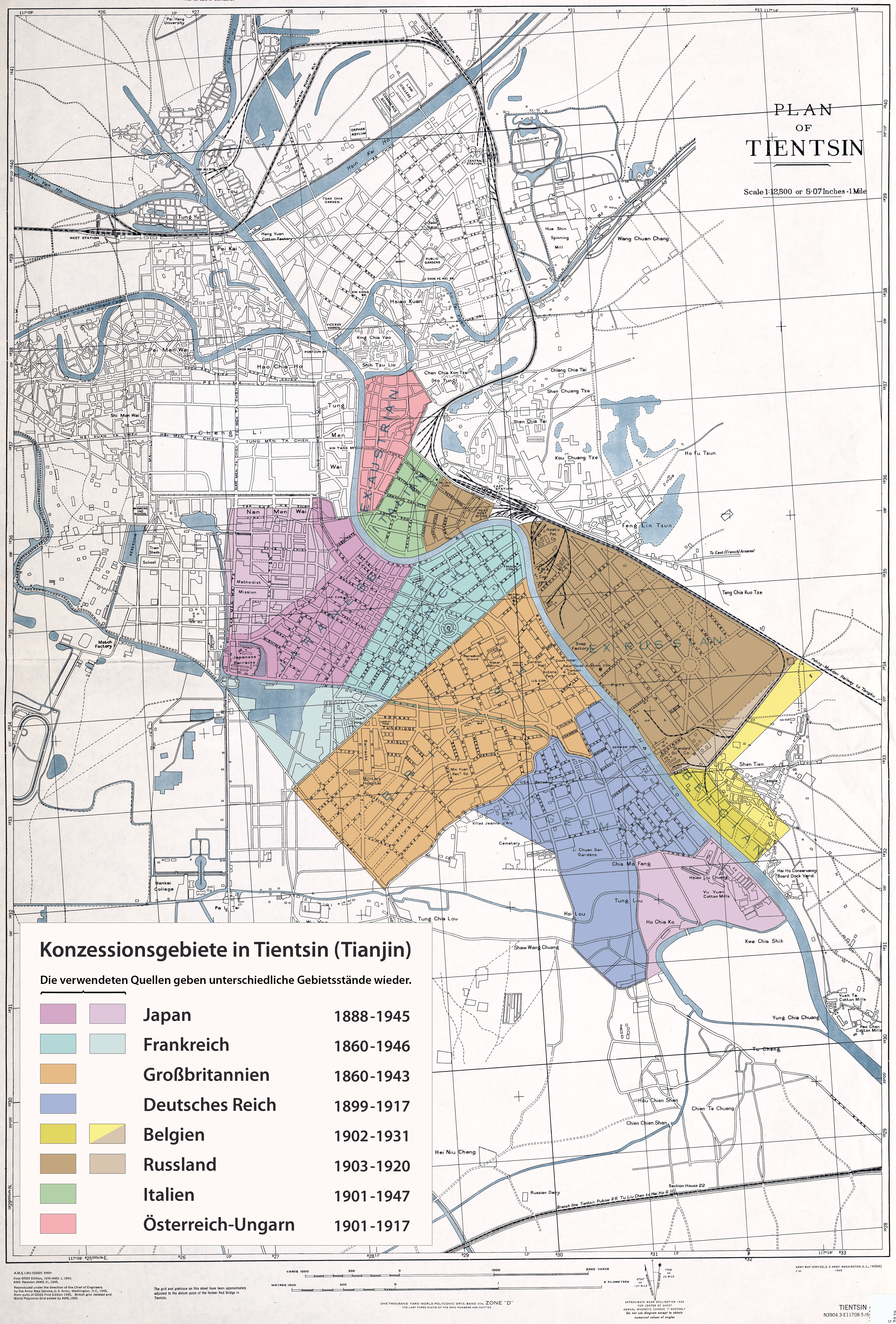
Konzessionsgebiete in Tientsin, der italienische Sektor ist grün markiert

Animiert durch die deutsche Besetzung Kiautschous versuchte auch Italien, einen Pachthafen in China zu erwerben. Im März 1899 befahl Italiens Außenminister Felice Napoleone Canevaro seiner Marine die Besetzung der San-Mun-Bucht in der Provinz Zhejiang, doch schon im April 1899 musste sich Italien unter dem diplomatischen Druck der USA und Russlands sowie Großbritanniens und Japans, die diese Provinz bereits als ihre Einflusssphäre beanspruchten, wieder zurückziehen. Obwohl Italien während des Boxeraufstands dann 1900 an der Intervention der Vereinigten Acht Nationen teilnahm, gelang es ihm auch danach nicht, ein Pachtgebiet in China zu erwerben – abgesehen von einer kleinen Niederlassung im internationalen Konzessionsgebiet von Tientsin (1901–1947).

### Erster Weltkrieg

Die Italien 1920 im Vertrag von Sèvres zugesprochene Einflusszone in Anatolien (grün, das noch 1915 versprochene Izmir gehörte schon nicht mehr dazu) und die tatsächlich besetzten Gebiete (Zona italiana)

Trotz des formalen Bündnisses mit Deutschland und Österreich-Ungarn blieb Italien bei Kriegsbeginn zunächst neutral und forderte von beiden Seiten Kompensationen für einen Kriegseintritt. Statt Tunis bot die Triple-Entente Italien neben den von Italienern bewohnten Gebieten Österreich-Ungarns noch den Südwesten Anatoliens an, was schließlich im Londoner Vertrag (1915) festgehalten wurde und 1917 nochmals bestätigt wurde. Die den Italienern in Anatolien zugebilligte Einflusszone und Interessensphäre (nicht identisch mit den tatsächlich besetzten Gebieten) sollte von Smyrna-Izmir über Aydın und Antalya bis Konya reichen (siehe Karte).
In einem parallelen Geheimabkommen (ohne Einbeziehung Frankreichs) sicherte Großbritannien 1915 Italien auch die Erwerbung Abessiniens (Äthiopiens) zu, doch forderte der italienische Kolonialminister bereits 1916 außer Abessinien auch noch Britisch-Somaliland, Französisch-Somaliland (Dschibuti), zwei Provinzen des Anglo-Ägyptischen Sudan und 2,5 Mio. km² Hinterland von Libyen bis zum Tschadsee (d. h. den Nordtschad und weite Teile Nigers).
1919 überließ Frankreich Italien zwei kleinere an Libyen angrenzende algerische bzw. westafrikanische Wüstengebiete. Erst 1924/26 überließen die Briten dem nunmehr faschistischen Italien als Kompensation doch noch einige ägyptische und kenianische Grenzgebiete zur Abrundung Libyens und Italienisch-Somalilands (Oase Dscharabub, Jubaland). Auf die vormals unter ägyptischer Oberhoheit stehenden Kufra-Oasen hatte Großbritannien zwar schon 1919 verzichtet, Italien konnte sie jedoch erst 1931 besetzen.

### Georgien
Um italienische Truppen zum Intervenieren in den Russischen Bürgerkrieg zu bewegen, soll der britische Premier David Lloyd George dem italienischen Premier Vittorio Emanuele Orlando 1919 sogar das Protektorat bzw. Mandat über Georgien angeboten haben.

### Kamerun
Statt kleinerer Abrundungen der bestehenden Kolonien hatte Italien 1919 eigentlich zusätzliche neue Kolonien erhofft, so z. B. das Völkerbundsmandat über die ehemalige deutsche Kolonie Kamerun. Über Kamerun und das ebenfalls beanspruchte libysche Hinterland bis zum Tschadsee strebte Italien so einen Zugang zum Atlantischen Ozean an. Kamerun wurde jedoch zwischen Großbritannien und Frankreich aufgeteilt, den Großteil erhielt dabei Frankreich. Italien ging leer aus und musste sich zunächst damit abfinden. Mussolini erhob ab 1932 wieder Ansprüche und forderte für sein Verbleiben in der gegen Deutschland gerichteten britisch-französisch-italienischen Stresa-Front 1935 schließlich ultimativ das Mandat über Französisch-Kamerun, was Frankreichs Premier Laval strikt ablehnte.
Im Rahmen der britisch-französischen Appeasement-Politik gegenüber dem faschistischen Italien trat 1934 Großbritannien aber noch das sudanesische Sarra-Dreieck (Ma'tan as-Sarra) und Frankreich im gleichen Jahr den tschadischen Aouzou-Streifen an Italienisch-Libyen ab. Auch ein 22 Kilometer langer (und insgesamt etwa 800 km² großer) Küstenstreifen von Französisch-Somaliland (Dschibuti) zwischen Doumeira und Moulhoule sollte Italienisch-Eritrea überlassen werden, doch wegen der nicht erfolgten Vertragsratifizierung nie übergeben. Im Hoare-Laval-Pakt verständigten sich Großbritannien und Frankreich 1935 zudem darauf, Italien weite Teile Äthiopiens zuzusichern (Tigray, Ogaden), wenn es den Krieg gegen den Rest einstellte.
Nach dem Sieg über Äthiopien und dem Bruch mit Frankreich bzw. Großbritannien gab Italien 1936 im Stahlpakt seine Ansprüche auf Kamerun zugunsten Deutschlands auf.

### Asir und Jemen

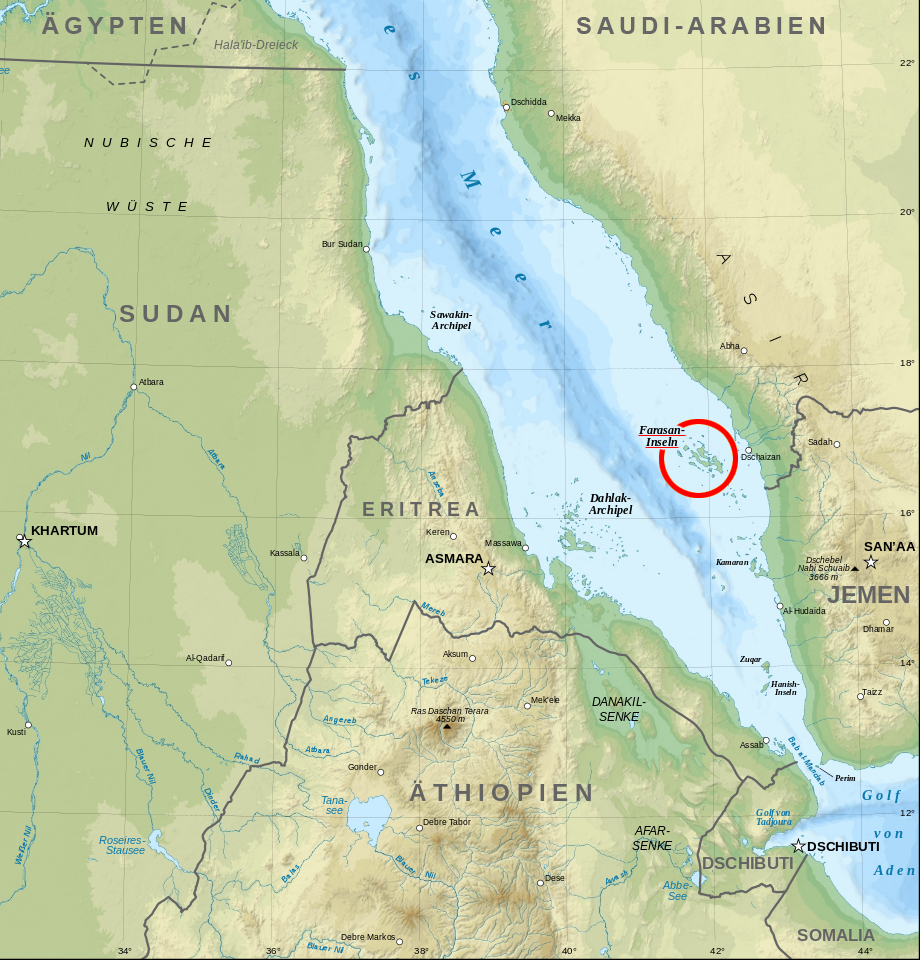
Die Farasan-Inseln liegen zwischen Asir bzw. Saudi-Arabien, Jemen und dem einst italienischen Eritrea

Bereits während des Italienisch-Türkischen Krieges hatte Italien ab 1911 den Aufstand der Idrisiden von Asir mit Geld, Waffen und durch italienische Marineoperationen im Roten Meer unterstützt, unter dem faktischen Protektorat Italiens wurde Asir kurzzeitig unabhängig. Im Ersten Weltkrieg unterstützte und umwarb Italien ab 1915 die Idrisiden erneut. Italien hoffte, die zwischen Asir und Jemen umstrittenen Farasan-Inseln erhalten bzw. zumindest pachten zu können. Die Idrisiden setzten jedoch stärker auf Großbritannien (die Briten übergaben ihnen nach Kriegsende die jemenitische Hafenstadt al-Hudaida und die Farasan-Inseln), und auf den Farasan-Inseln erhielten 1919 statt der Italiener französische und britische Unternehmen umfassende Konzessionen zur Erdölförderung.
Das faschistische Italien begann stattdessen die Ansprüche Nordjemens zu unterstützen. Mit italienischen Waffen ausgerüstet, überrannten jemenitische Truppen die Idrisiden und eroberten 1925 al-Hudaida zurück. Italienische Agenten versuchten 1926, Jemen auch zur Besetzung der Farasan-Inseln zu drängen. Mussolini und sein Kolonialminister Pietro Lanza di Scalea unterstützten die Ansprüche des jemenitischen Imams Yahya auf (das britische) Südjemen und Asir und hofften somit, Italien eine privilegierte Stellung im Jemen zu sichern und sich (durch ähnliche Verträge wie die Tirana-Verträge mit Albanien) als „Schutzmacht“ zu etablieren.
Italien baute eine Munitionsfabrik, errichtete Funkstationen, Flugfelder und Hafenanlagen und schickte Ärzte sowie Ingenieure. Im „Freundschafts- und Handelsvertrag“ vom 2. September 1926 anerkannte Italien Yahya als „König“ und versicherte Jemen den „Schutz“ seiner Unabhängigkeit. In einem geheimen Zusatzabkommen vom 1. Juni 1927 verpflichtete sich Italien zu weiteren Waffenlieferungen, darunter sogar drei Flugzeuge – wogegen vor allem Großbritannien protestierte, das seit 1927 Krieg gegen das „unbotmäßige“ Jemen führte.
Das Engagement Roms an der Italienisch-Eritrea gegenüberliegenden Küste Südarabiens führte zur Verschlechterung der britisch-italienischen Beziehungen, ein auf einer Konferenz in Rom angestrebter Ausgleich scheiterte 1927 an den italienischen Ansprüchen auf die Farasan-Inseln. An einem vollständigen Bruch mit London war Rom jedoch nicht gelegen, und ohne italienische Hilfe sah sich Jemen im Februar 1934 in einem Vertrag mit den Briten gezwungen, seine Ansprüche auf Südjemen aufzugeben. Bereits 1933 hatte Italien auch mit Saudi-Arabien einen Freundschaftsvertrag abgeschlossen. Saudi-Arabien fiel daraufhin in 1934 in Asir und Jemen ein und besetzte al-Hudaida. Zwar zwang eine britisch-französisch-italienische Flottendemonstration und die Landung italienischer Marineinfanteristen in al-Hudaida die Saudis zur Herausgabe der Stadt, doch die Landung war nur zum Schutz italienischer Bürger und Einrichtungen, nicht zum Schutz jemenitischer Interessen erfolgt. Ein italienischer Vermittlungsvorschlag wurde von den Briten abgelehnt, und im saudiarabisch-jemenitischen Friedensvertrag vom Mai 1934 behielt Yahya zwar al-Hudaida, musste aber auch die Ansprüche auf Asir aufgeben. Die Bedeutung Italiens für Jemen nahm daraufhin ab, auch wenn Jemen während des Zweiten Weltkriegs neutral blieb. Zu Beginn des Zweiten Weltkriegs erhob Italien in geheimen deutsch-italienischen Vereinbarungen erneut Ansprüche auf die Oberhoheit über Jemen und Saudi-Arabien.

### Zweiter Weltkrieg

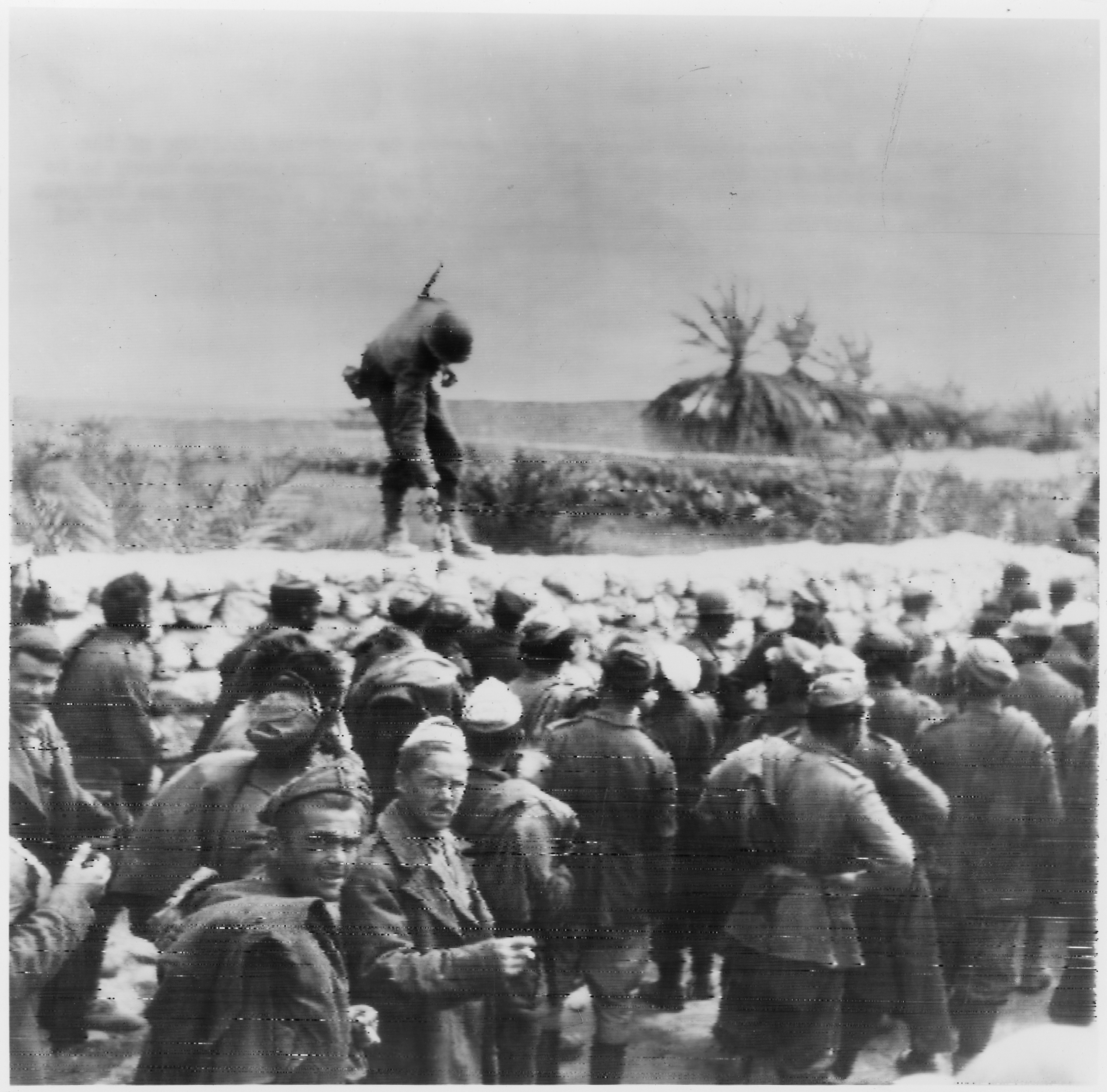
Italienische Kriegsgefangene in Tunesien 1943

Vereinbarungen zwischen den beiden Achsenmächten Großdeutsches Reich und Italien sahen für Italien Gebietsgewinne auf Kosten Frankreichs vor: Italien sollte Korsika sowie in Afrika Tunesien, Dschibuti und den nördlichen Tschad erhalten. Italienisch-Ostafrika hätte somit direkt an Deutsch-Mittelafrika gegrenzt. Britisch-Somaliland hatte Italien schon 1940 besetzt und Italienisch-Ostafrika angegliedert. Darüber hinaus forderte Italien noch den anglo-ägyptischen Sudan, Malta, Nordostkenia, Jemen, Aden, Oman, Vertragsoman und Katar. Ägypten selbst sollte nach Vorstellung der Achsenmächte von britischer Abhängigkeit in italienische Abhängigkeit übergehen.
Italienische Angriffe auf Kenia (Moyale, Mandera, El Wak, Todenyang) und Sudan (Kassala, Gallabat, Kurmuk und Qeisan von Juli 1940 bis Januar 1941 besetzt) scheiterten, der britische Gegenstoß führte bis November 1941 zum Verlust ganz Italienisch-Ostafrikas. Im November 1942 besetzten deutsche und italienische Truppen tatsächlich doch noch den Großteil Tunesiens, wurden jedoch nach dem Verlust Libyens auch in Tunis im Mai 1943 endgültig zur Kapitulation gezwungen.

## Nachspiel

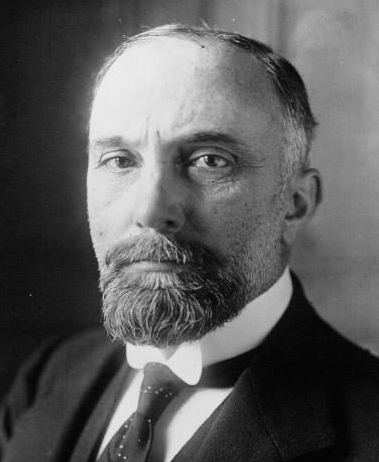
Vergeblich versuchte Außenminister Carlo Sforza 1949, die Kolonien zurückzuerhalten

Im Pariser Friedensvertrag von 1947 verzichtete Italien auf alle Kolonien. Die Siegermächte konnten sich jedoch nicht über die Zukunft der ehemaligen italienischen Kolonien einigen und übertrugen die Verantwortung an die neugegründete UNO. 1950 übertrug die UNO-Generalversammlung Italien nochmals für zehn Jahre das Mandat über das ehemalige Italienisch-Somaliland. Ein ähnlicher Plan (Bevin-Sforza-Plan) für eine zehnjährige Dreiteilung Libyens zwischen Italien (Tripolitanien), Großbritannien (Kyrenaika) und Frankreich (Fessan) scheiterte 1949 am Protest der Libyer und der UNO. Als Voraussetzung für diesen Plan hatte Großbritannien ab 1947 die Rückkehr italienischer Siedler nach Tripolitanien gefördert. Die Siedler blieben auch nach der Unabhängigkeit Libyens (1951/52) im Land, 1962 lebten in Libyen wieder etwa 35.000 Italiener. Nach der Revolution von 1969 wurden die italienischen Siedler im Rahmen verschiedener Maßnahmen und Gesetze zwischen 1970 und 1974 endgültig enteignet und aus Libyen ausgewiesen.
In Somalia gab es zum Zeitpunkt der Unabhängigkeit (1960) noch etwa 4.000 italienische Siedler, nach der Machtergreifung Siad Barres (1969) war ihre Zahl bis 1975 auf 3.300, bis 1982 bereits auf 2.300 zurückgegangen. Die letzten Italiener verließen nach dem Zusammenbruch Somalias und dem Beginn des Bürgerkrieges 1991 das Land.